# Peplis alternifolia
Peplis alternifolia là một loài thực vật có hoa trong họ Lythraceae. Loài này được M. Bieb. mô tả khoa học đầu tiên năm 1819.